# طعم سیب زرد
طعم سیب زرد یک رمان فارسی در حوزهٔ کودک و نوجوان نوشتهٔ ناصر یوسفی است که در سال ۱۳۹۸ منتشر شد.

## پیش‌زمینه
این رمان ابتدا قرار بود با عنوان پنهان نمی‌شود منتشر شود.

## محتوا
این رمان روایتی از نوجوانی به نام سیناست که با مادرش زندگی می‌کند و دچار مشکلات گوناگونی از جمله اضطراب، عدم اعتمادبه‌نفس و شب‌ادراری است. سینا در روندِ داستان تلاش دارد با نثار، هم‌کلاسیِ افغانش، دوست شود و این رابطه را از دیگران پنهان کند.

## نقد و بررسی
جلسه‌ای برای بررسی این کتاب در خانه کتاب پیدایش با حضور نویسنده برگزار شد.
مقاله‌ای نیز تحت‌عنوان «طعم گس سیب زرد» در نقد این رمان در سایت وینش منتشر شد.
ایوب مرادی به بررسی خاستگاه‌های اضطراب اجتماعی در شخصیت‌های نوجوان رمان براساس نظریهٔ داغ ننگ پرداخته‌است.
این کتاب در بخش معرفی کتاب برنامه رادیویی مثبت دوازده رادیو آفتاب معرفی شد.

## جوایز
این رمان از سوی شورای کتاب کودک و همچنین هجدهمین دورهٔ جشنوارهٔ کتاب رشد به‌عنوان کتاب برگزیده معرفی شد. همچنین از سوی سازمان پژوهش و برنامه‌ریزی آموزشی، کتابی مناسب برای دوره متوسطه اول معرفی شد. 
این کتاب همچنین در سی و هشتمین کتاب سال ایران به‌عنوان کتاب شایستهٔ تقدیر معرفی شد.
این کتاب از نامزدهای بیستمین دوره جایزه حبیب غنی‌پور بود.